# 前奏曲Op.28, No. 17 (蕭邦)

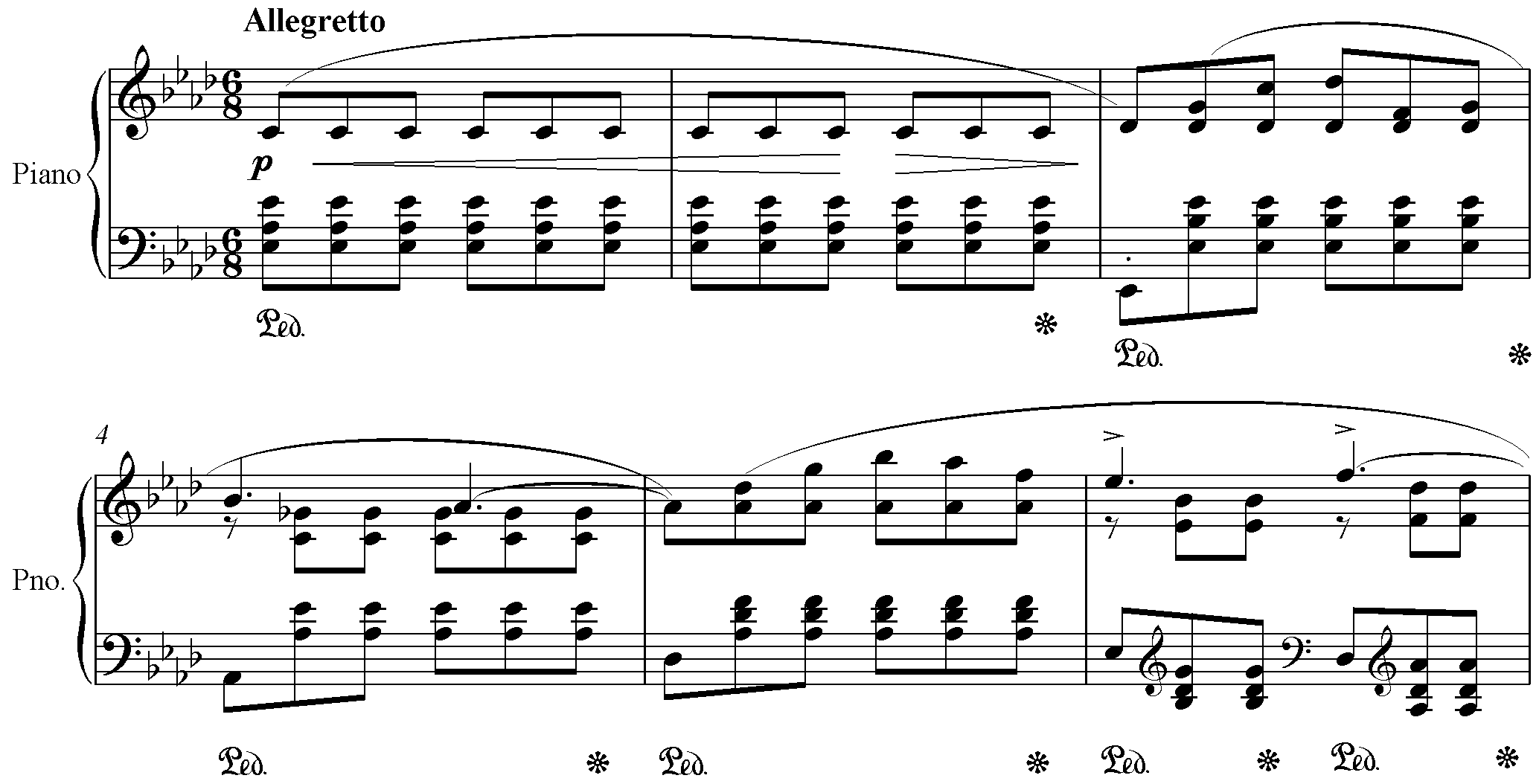
前奏曲Op. 28, No. 17

前奏曲Op. 28, No. 17為蕭邦24首前奏曲中的樂曲，為降A大調，小快板，6/8拍。以其90小節為全套作品中篇幅最長的。
樂曲主題一共出現三次。以重複的C音開始，此曲進入一寧靜、愉快的旋律。而主題再出現時顯得更為有力，第三次出現時則於小節開首以左手彈奏低音的降A共11次。蕭邦學生杜瓦夫人指蕭邦以相同音量的強音彈這些降A音，因其為「城堡古鐘在十一時的鳴響」。此外彈奏此曲時左手不時需重疊在右手之上。
此曲為作品中克拉拉·舒曼最為喜愛的一首。门德尔松亦說：「我喜愛它！我不能告訴你我喜歡它的程度或原因；除了它大概是我從未曾寫出的一些東西。」阿爾弗雷德·科爾托將其稱為“她告訴我，「我愛你」”（Elle m'a dit, 'Je t'aime'），汉斯·冯·彪罗將其稱為“巴黎聖母院的風光”（Scene on the Place de Notre-Dame de Paris）。

## 外部連結
- 前奏曲, Op. 28：国际乐谱典藏计划上的乐谱
- 来自乌托邦计划（英语：Mutopia Project）的多种格式乐谱 （页面存档备份，存于）